# BOT giao thông ở Việt Nam

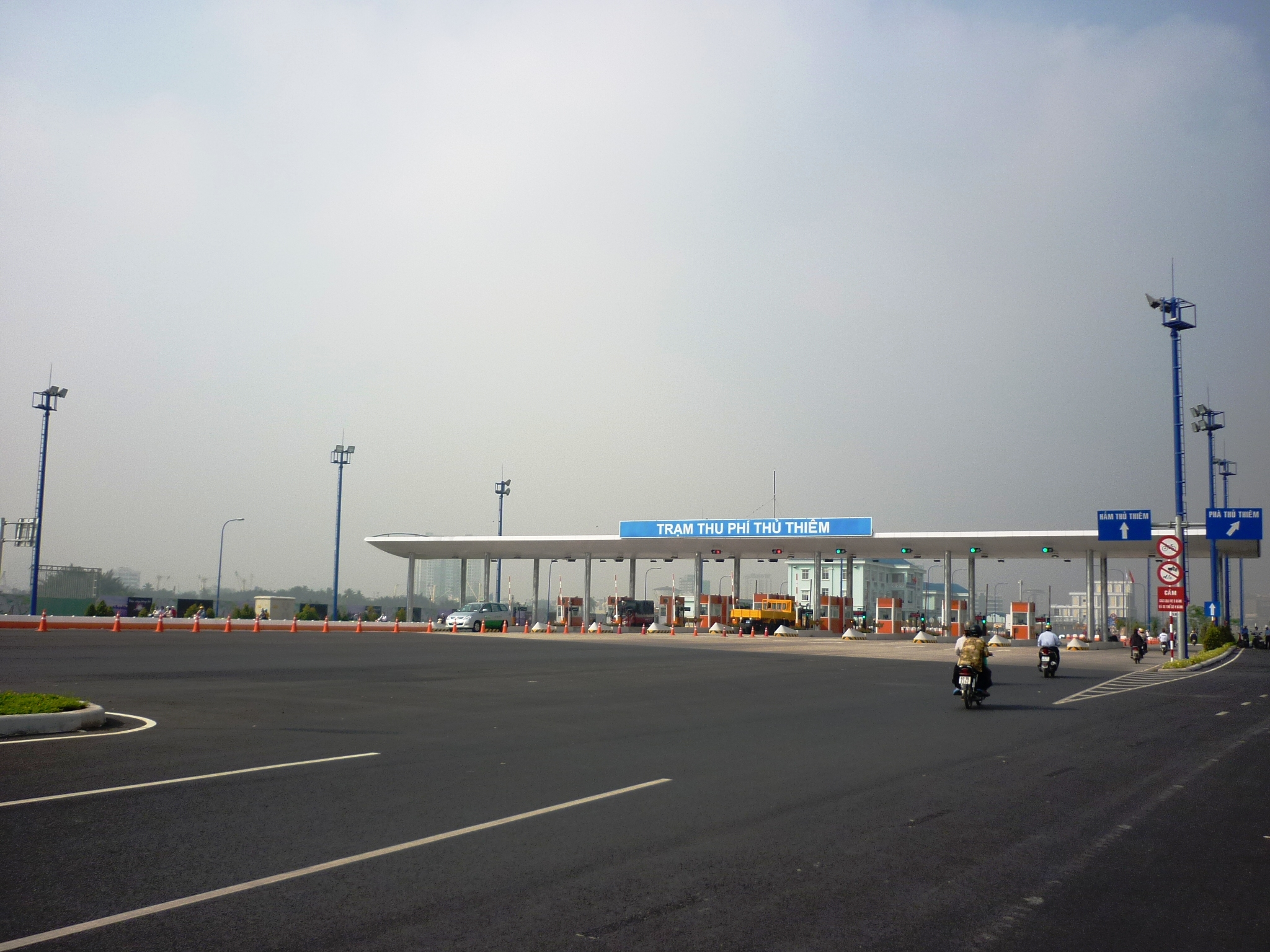
Trạm thu phí Thủ Thiêm

BOT giao thông ở Việt Nam nói về quá trình phát triển, các khuyết điểm của các dự án đưa đến sự bức xúc của người sử dụng.

## BOT giao thông
BOT giao thông là dự án hạ tầng giao thông được thực hiện theo mô hình đầu tư BOT, qua đó cơ quan nhà nước có thẩm quyền cho phép nhà đầu tư xây dựng công trình, kết cấu hạ tầng và có quyền thu phí trong một thời hạn nhất định, sau đó chuyển giao không bồi hoàn công trình đó cho nhà nước.

## Trạm thu phí BOT
Vì những dự án giao thông BOT đều là vốn của nhà đầu tư nên khi chạy xe trên đường là các công trình giao thông BOT, người tham gia giao thông đều phải trả tiền tại các trạm thu phí BOT.

## Quá trình
Hình thức hợp tác đầu tư giữa Nhà nước và tư nhân đã bắt đầu được triển khai ở Việt Nam khi Chính phủ ban hành Nghị định 77 ngày 18 tháng 6 năm 1997 về quy chế đầu tư BOT. Từ năm 1997 - 2007 trong lĩnh vực hạ tầng giao thông chỉ có những dự án quy mô nhỏ như: Cầu Cỏ May trên Quốc lộ 51, tỉnh Bà Rịa - Vũng Tàu tổng mức đầu tư (TMĐT) 120 tỷ đồng; cầu Yên Lệnh nằm trên Quốc lộ 38 thuộc địa phận hai tỉnh Hà Nam - Hưng Yên (TMĐT trên 300 tỷ đồng, gồm phần BOT có giá trị 159 tỷ đồng, còn lại do ngân sách Nhà nước hỗ trợ),... Trong giai đoạn 2011 - 2015 có 62 dự án gồm: 58 dự án BOT (TMĐT 170.355 tỷ đồng) và 4 dự án BT (TMĐT 16.305 tỷ đồng).

## Thanh tra 2017
Kết luận của Thanh tra Chính phủ ngày 7 tháng 9 năm 2017 cho biết, phần lớn các dự án BOT là cải tạo, nâng cấp tuyến đường cũ nên càng làm tăng tình trạng dồn tích phương tiện giao thông ở những khu vực vốn đã đông đúc.

### Khiếm khuyết của Bộ Giao thông Vận tải
- Coi nặng tiêu chí hoàn vốn dự án, thiếu nghiên cứu hợp lý khả năng nộp phí của đối tượng tham gia giao thông cũng như sự ảnh hưởng đến chi phí hoạt động vận tải, chi phí xã hội trước khi quyết định đầu tư dự án; đặt một số trạm thu phí khoảng cách gần nhau bất hợp lý, giá phí tăng cao, tăng nhanh, gây khó khăn với người tham gia giao thông, không có sự lựa chọn nào khác.[4]
- Việc xác định doanh thu theo phương án tài chính của một số dự án còn thiếu chuẩn xác, doanh thu thực tế của một số dự án chênh lệch cao so với phương án tài chính, sẽ là gánh nặng cho người dân và doanh nghiệp tham gia giao thông.[4]

#### 100% là chỉ định thầu
- Chưa thực hiện đầy đủ quy trình xây dựng và công bố danh mục dự án kêu gọi đầu tư theo hình thức BT, BOT vào tháng 1 hàng năm theo quy định của Chính phủ. Điều này dẫn đến thông tin cần thiết về chủ trương đầu tư, dự án chưa được công bố toàn diện, kịp thời đến các nhà đầu tư, làm hạn chế số lượng nhà đầu tư tiềm năng tham gia. Thực tế, hơn 70 dự án đã thực hiện không lựa chọn nhà đầu tư nào theo hình thức đấu thầu, 100% là chỉ định thầu trong đó có nhà đầu tư được chọn chưa đảm bảo năng lực dẫn đến nhiều bất cập, sai sót làm hạn chế hiệu quả thực hiện dự án.[4]

## Kết quả kiểm toán nhà nước 2017
Qua kiểm toán, Kiểm toán nhà nước đã kiến nghị giảm thời gian thu phí hoàn vốn của 27 dự án BOT giao thông so với phương án tài chính ban đầu 107,4 năm, trong đó dự án giảm nhiều nhất là 13 năm 01 tháng, 12 ngày.

## Bức xúc người sử dụng
Hiện nay, trong tổng số 70/88 trạm thu phí đang thu phí trên các tuyến Quốc lộ thì có 10 trạm khoảng cách 60 – 70 km, 20 trạm có khoảng cách dưới 60 km và 3 trạm nằm ngoài phạm vi dự án BOT.
Các trạm thu phí không đảm bảo khoảng cách trên cùng tuyến đường hoặc được cho là đặt không đúng chỗ khiến người dân đi một đường nhưng lại phải nộp phí một tuyến đường khác, thậm chí không đi cũng phải nộp phí, gây nên bức xúc, như trạm Bắc Thăng Long - Nội Bài ở Hà Nội thu phí hoàn vốn cho dự án BOT tuyến tránh thành phố Vĩnh Yên của tỉnh Vĩnh Phúc.
Chuyên gia kinh tế Chung Thành Tiến cho là đặt trạm thu phí Cai Lậy ở vị trí trên Quốc lộ 1 để thu phí toàn bộ xe cộ đi trên tuyến và tuyến đường tránh là bất hợp lý: "Bộ Giao thông Vận tải cần nhanh chóng di dời trạm về đúng vị trí để yên lòng dân, không để xảy ra tình trạng ùn tắc như sáng ngày 30 tháng 11. Nhà đầu tư chỉ xây dựng tuyến đường tránh, trạm thu phí bắt buộc đặt trên đường tránh. Còn Quốc lộ 1 là hạ tầng cơ bản, được xây dựng từ ngân sách nhà nước thì không được thu phí của nhân dân. Về phần chi phí cải tạo Quốc lộ mà nhà đầu tư đã bỏ ra, Nhà nước phải hoàn trả."
Tiến sĩ Nguyễn Sĩ Dũng - nguyên phó chủ nhiệm Văn phòng Quốc hội - nói tại tọa đàm khoa học "Các dự án BOT - chính sách và giải pháp" sáng ngày 8 tháng 9 năm 2017 tại Hà Nội, cần chấm dứt ngay việc thu phí BOT như kiểu "trấn lột" như hiện nay. Tình trạng người dân không qua đường BOT, làm đường ở một chỗ nhưng trạm thu phí đặt trên một con đường khác và vẫn bắt người dân nộp phí là bất hợp lý cần phải chấm dứt ngay.

### BOT Cai Lậy
Sau khoảng nửa tháng đi vào hoạt động thu phí chính thức kể từ ngày 1 tháng 8 năm 2017, trạm thu phí BOT Cai Lậy gặp phải sự phản ứng gay gắt của giới tài xế đã phải tạm ngưng hoạt động. Tái hoạt động trở lại vào ngày 30 tháng 11 năm 2017, nhưng trạm thu phí BOT Cai Lậy tiếp tục gặp phải sự phản ứng quyết liệt, gây kẹt xe và có nguy cơ mất kiểm soát về an ninh, trật tự địa bàn. Thủ tướng Nguyễn Xuân Phúc vì vậy phải chỉ đạo trạm thu phí BOT Cai Lậy tạm dừng hoạt động từ ngày 4 tháng 12 năm 2017; đến ngày 7 tháng 10 năm 2022, trạm BOT Cai Lậy tổ chức thu phí trở lại sau 5 năm tạm ngừng.

## Bê bối
Ngày 15 tháng 8 năm 2017 thảo luận về kết quả giám sát việc thực hiện chính sách đầu tư công trình giao thông theo hình thức BOT tại Uỷ ban Thường vụ Quốc hội với sự có mặt của Bộ trưởng Bộ Giao thông Vận tải Trương Quang Nghĩa, Tổng Thư ký Quốc hội Nguyễn Hạnh Phúc phân tích những tiêu cực :
- Nhiều nhà đầu tư lợi dụng BOT, nâng cấp đường đã đầu tư từ vốn đóng góp bằng tiền thuế của dân, chỉ tráng thêm một lớp nhựa mặt đường rồi thu phí:

- Ở tuyến tránh Cai Lậy (Tiền Giang). Mức phí thu ở đây còn cao hơn cả đường cao tốc Thành phố Hồ Chí Minh – Trung Lương.
- Đường cao tốc Pháp Vân – Cầu Giẽ, thực tế chưa mở rộng, mới chỉ cải tạo mặt đường, đã thu phí.
- Từ Hà Nội về Thái Bình có hơn 100km mà có 4 chặng đường BOT, 4 trạm thu phí. Có đoạn gần hết hạn thu phí đường chính thì lại mở thêm đường tránh để thu phí tiếp.

### Lợi ích nhóm
Tiến sĩ Hoàng Ngọc Giao, Viện trưởng Viện Chính sách pháp luật và phát triển, cho là, "Hầu hết các hợp đồng BOT giao thông hiện nay đều có điều khoản bí mật ràng buộc các bên không được tiết lộ thông tin về tài chính, pháp lý hay kỹ thuật của dự án, là hoàn toàn không phù hợp với quy định của pháp luật...Bên cạnh đó, quá trình mời gọi nhà đầu tư, thẩm định, đàm phán ký kết hợp đồng cũng là một quá trình mật, vì anh chỉ định thầu không ai biết cả. Các nhà thầu có năng lực về phát triển hạ tầng khác cũng không biết để tham gia. Như vậy, Bộ Giao thông Vận tải đã triệt tiêu sự cạnh tranh về chất lượng, năng lực về công nghệ và cạnh tranh cả về giá, phí...Chúng ta thấy rất rõ có lợi ích nhóm trong các hợp đồng BOT giao thông, bởi có phải nhà đầu tư nào cũng vào đó được đâu và có phải ai cũng được chỉ định thầu đâu..
Nguyên Thứ trưởng Bộ Xây Dựng, Tiến sĩ Phạm Sỹ Liêm nói phải minh bạch với người dân: "Tôi có thể nói, chứ không khẳng định, là có lợi ích nhóm ở trong đó. Người cho phép người ta thu phí trên con đường không đáng nên thu thì không phải cho miễn phí đâu. Người đó phải có lợi gì thì mới cho phép. Muốn ngăn chặn việc này thì phải minh bạch ra. Các dự án phải hỏi ý kiến dân, phải điều tra xã hội học. Đằng này các ông lại tự quyết với nhau. Đây là chuyện không đếm xỉa gì đến ý của dân cả, quan có ý kiến quan cứ làm. Dân mà phản đối thì nói dân ngu, dân hỗn..." .

## Trách nhiệm
Thời kỳ bùng nổ các dự án BOT giao thông khi ông Đinh La Thăng còn giữ cương vị Bộ trưởng Bộ Giao thông Vận tải (2011 – 2016). Ông Bùi Danh Liên — Chủ tịch Hiệp hội vận tải Hà Nội nhận định: "Những méo mó trong đầu tư BOT giao thông xuất phát từ vấn đề mời thầu, phê duyệt dự án đến giám sát dự án. Mỗi giai đoạn dự án BOT giao thông đều cho thấy trách nhiệm của Bộ Giao thông Vận tải"..Nói chuyện tại Quốc hội, ngày 15 tháng 8 năm 2017, Bộ trưởng Bộ Giao thông Vận tải Trương Quang Nghĩa thú nhận đây là trách nhiệm của địa phương và Bộ Giao thông.

## Giải quyết
UBND tỉnh Bình Dương vào ngày 12 tháng 9 năm 2017 cho biết vừa mua lại và xóa trạm thu phí An Phú trên Đường tỉnh 743 (thị xã Thuận An, nay là thành phố Thuận An) từ Công ty Cổ phần Vật liệu và Xây dựng Bình Dương, dừng kế hoạch lập hai trạm thu phí mới, đồng thời không kêu gọi đầu tư theo hình thức BOT..

## Nhận xét
Bày tỏ quan điểm về các dự án theo mô hình BOT (xây dựng - vận hành - chuyển giao) trong lĩnh vực giao thông tại Quốc hội chiều 18 tháng 11 năm 2017, Thủ tướng Nguyễn Xuân Phúc cho biết, Chính phủ đã nhìn ra những bất cập trong hình thức này và đang quyết liệt chấn chỉnh.